# گونیا ۵۵۵

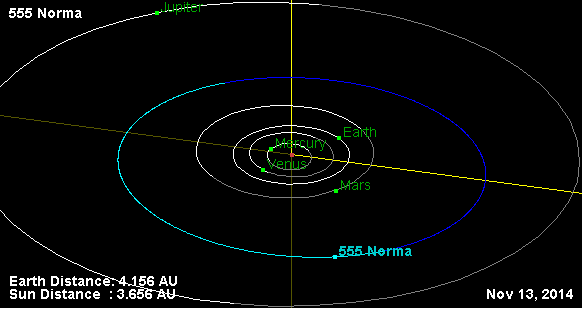
نمایی از محل قرارگیری سیارک گونیا ۵۵۵ در مدار – ۲۰۱۴

سیارک ۵۵۵ (به انگلیسی: 555 Norma، نامگذاری:1905PT) پانصد و پنجاه و پنجمین سیارک کشف شده‌است که در ۱۴ ژانویه ۱۹۰۵ و در هایدلبرگ کشف شد.
قدر مطلق سیارک برابر ۱۰٫۶۰ است.